# Ен (Па де Кале)
Ен (фр. Haisnes) насеље је и општина у североисточној Француској у региону Север-Па де Кале, у департману Па де Кале која припада префектури Béthune.
По подацима из 2011. године у општини је живело 4512 становника, а густина насељености је износила 808,6 становника/km². Општина се простире на површини од 5,58 km². Налази се на средњој надморској висини од 26 метара (максималној 47 m, а минималној 22 m).

## Демографија
| 1962. | 1968. | 1975. | 1982. | 1990. | 1999. | 2011. |
| ----- | ----- | ----- | ----- | ----- | ----- | ----- |
| 2.696 | 2.709 | 3.106 | 3.970 | 4.525 | 4.357 | 4.512 |

График промене броја становника у току последњих година